# Akim Omiri
Akim Omiri, né le 14 septembre 1985 au Havre, est un humoriste français dans le domaine du stand-up, vidéaste web, chroniqueur, animateur de radio et vice-champion de France de boxe,.

## Biographie
À l'âge de 14 ans, il est hospitalisé un an pour un cancer du poumon,,,.
Il s'installe à Paris en 2007 et commence sa carrière humoristique sur scène,.

### Carrière
En 2010, il remporte la "Coupe du monde pour rire" organisée par Le Pranzo et intègre occasionnellement le Jamel Comedy Club. Parallèlement, il se lance sur YouTube après sa rencontre avec Norman et Hugo tout seul,. Il écrit alors pour d'autres humoristes et créateurs de contenu, collaborant notamment avec Norman, Natoo, Cyprien et Le Rire Jaune. Il rejoint un temps le collectif Golden Moustache avant de se consacrer à ses propres projets de vidéo.
Sur scène, Akim Omiri aborde des thèmes de société tels que la maladie, le racisme et le féminisme, utilisant l'humour pour provoquer la réflexion. En 2017, il présente son premier one-man-show Akim Omiri est super gentil, mis en scène par Kader Aoun. Il joue dans divers comedy clubs, notamment le Paname Art Caféet effectue une tournée en France.
Son succès sur YouTube grandit parallèlement, ses vidéos cumulant plusieurs millions de vues. En 2018, il participe au Marrakech du Rire et joue son spectacle dans la grande salle du Palais des Glaces à Paris. Il entame ensuite une tournée en France.
En 2024, il présente Contexte, un second spectacle qui décortique avec ironie les travers de la société moderne, explorant des sujets comme la "Cancel Culture", les théories complotistes et l'éducation. Mis en scène par Kaza, ce spectacle affirme son positionnement engagé,.
Chroniqueur récurrent à la radio dans l'émission La dernière sur Radio Nova, il y anime l'émission quotidienne La Riposte depuis le 18 mars 2025.

### Engagement
L'humoriste revendique une approche politique du stand-up, cherchant à allier rires et réflexions sociales. En 2024, il signe l'appel "Artistes Pour la Palestine-France", réseau militant en soutien au peuple palestinien.

## Filmographie

### Acteur

#### Courts métrages
- 2013 : Crunch Super Social Movie[14] de Rémi Sello et Morgan Prêleur : Livreur

#### Longs métrages
- 2016 : Raid Dingue[14] de Dany Boon : Élève du RAID
- 2020 : Les Tuches 4[14] d'Olivier Baroux : Joueur brûlé

#### Téléfilms
- 2022 : Lame de fond[15] de Bruno Garcia

#### Séries télévisées
- 2021 - 2022 : La Faute à Rousseau (Saisons 1 et 2)[14] : Younes

### Scénariste

#### Courts métrages
- 2013 : Crunch Super Social Movie[14]

## Spectacles
- 2017 : Akim Omiri est super gentil[7]
- 2024 : FRAGMENT(S)[9],[16]
- 2025 : Akim Omiri - Contexte[9],[17],[18]

## Distinctions
Médaille de bronze pour actes de courage et de dévouement